# ピーター・サロベイ
ピーター・サロベイ（Peter Salovey、1958年2月21日 - ）は、アメリカ合衆国の社会心理学者。イェール大学教授でもある。第23代イェール大学学長。心の知能指数の研究のパイオニアとしても有名。